# Albiac (Alta Garona)
Albiac és un municipi occità del Lauraguès, al Llenguadoc, situat al departament de l'Alta Garona i a la regió d'Occitània. L'1 de gener del 2022 tenia 229 habitants.